# Ayumu Hirano
Ayumu Hirano (en japonés: 平野歩夢, Hirano Ayumu; Murakami, 29 de noviembre de 1998) es un deportista japonés que compite en snowboard, especialista en la prueba de halfpipe. Su hermano Kaishu compite en el mismo deporte.
Participó en tres Juegos Olímpicos de Invierno, obteniendo tres medallas, plata en Sochi 2014 y en Pyeongchang 2018 y oro en Pekín 2022. Adicionalmente, consiguió cinco medallas en los X Games de Invierno.

## Medallero internacional
| Juegos Olímpicos | Juegos Olímpicos            | Juegos Olímpicos | Juegos Olímpicos |
| Año              | Lugar                       | Medalla          | Prueba           |
| ---------------- | --------------------------- | ---------------- | ---------------- |
| 2014             | Sochi (Rusia)               | Medalla de plata | Halfpipe         |
| 2018             | Pyeongchang (Corea del Sur) | Medalla de plata | Halfpipe         |
| 2022             | Pekín (China)               | Medalla de oro   | Halfpipe         |

| X Games de Invierno | X Games de Invierno    | X Games de Invierno | X Games de Invierno |
| Año                 | Lugar                  | Medalla             | Prueba              |
| ------------------- | ---------------------- | ------------------- | ------------------- |
| 2013                | Aspen (Estados Unidos) | Medalla de plata    | Superpipe           |
| 2016                | Oslo (Noruega)         | Medalla de oro      | Superpipe           |
| 2018                | Aspen (Estados Unidos) | Medalla de oro      | Superpipe           |
| 2022                | Aspen (Estados Unidos) | Medalla de plata    | Superpipe           |
| 2025                | Aspen (Estados Unidos) | Medalla de bronce   | Superpipe           |